# 尖头花
尖头花（学名：Platostoma hispidum）又名顶头花，为唇形科仙草属下的一个种。

## 分布
本种广泛分布于亚洲热带及亚热带地区，包括中国西南部、阿萨姆邦、孟加拉、喜马拉雅东部、印度大部、拉克沙群岛、尼泊尔、喜马拉雅西部、柬埔寨、寮国、缅甸、泰国、越南、婆罗洲、爪哇、小巽他群岛、马来半岛、马鲁古群岛、菲律宾群岛、苏拉威西、苏门答腊及新几内亚。